# Толстохвостые сумчатые мыши
Толстохвостые сумчатые мыши (лат. Pseudantechinus) — род млекопитающих семейства хищных сумчатых.

## Виды и распространение
В роде толстохвостых сумчатых мышей выделяют шесть видов, все из которых являются эндемиками Австралии:
- Песчаниковая сумчатая мышь (Pseudantechinus bilarni). Обитает в Северной территории на полуострове Арнем-Ленд.
- Толстохвостая сумчатая мышь (Pseudantechinus macdonnellensis). Обитает в центральной части Австралии (Западная Австралия, Северная территория, Южная Австралия, небольшие популяции в Квинсленде).
- Pseudantechinus mimulus. Встречается не территории штата Квинсленд и в Северной территории.
- Кимберлийская сумчатая мышь (Pseudantechinus ningbing). Обитает в Западной Австралии и Северной территории.
- Pseudantechinus roryi. Обитает в Западной Австралии.
- Сумчатая мышь Вулли (Pseudantechinus woolleyae). Обитает в Западной Австралии.

Распространены на территории большей части Австралии. Обитают, как правило, в скалистых или засушливых районах.

## Внешний вид
Внешне напоминают обычных мышей, с которыми у них тем не менее нет никаких родственных связей. Имеют небольшие размеры. Длина тела составляет от 95 до 105 мм, хвоста — 75-85 мм. Вес от 20 до 45 г. Тело покрыто густым волосяным покровом. Окрас спины — серо-бурый, брюха — серо-белый. У основания хвост утолщен: в этой части находятся отложения жира.

## Образ жизни
Толстохвостые сумчатые мыши ведут наземный образ жизни. Активность, как правило, приходится на ночь, однако днём могут принимать солнечные ванны. Питаются насекомыми.

## Размножение
В западной части ареала период размножения приходится на август-начало сентября, в восточной части — в июне-начале июля. Беременность продолжается 45-55 дней. В потомстве 5-6 детёнышей, которых мать выкармливает молоком в течение 14 недель.